# Madegney
Madegney település Franciaországban, Vosges megyében. Lakosainak száma 126 fő (2022. január 1.). Madegney Bettegney-Saint-Brice, Derbamont, Gugney-aux-Aulx és Regney községekkel határos.

## Népesség
A település népességének változása:
| Lakosok száma | 101  | 109  | 118  | 128  | 131  | 137  | 143  | 135  | 126  |
|               | 2013 | 2015 | 2016 | 2017 | 2018 | 2019 | 2020 | 2021 | 2022 |